# Gib mich die Kirsche! - Die 1. deutsche Fußballrolle
Gib mich die Kirsche! - Die 1. deutsche Fußballrolle es una película documental sobre fútbol filmada en Alemania en 2004 por Oliver Gieth y Peter Hüls. El documental abarca desde el año 1963, momento en el que se inició la Bundesliga, hasta el año 1974, cuando se celebró la Copa Mundial de Fútbol. Aparecen testimonios, grabaciones y entrevistas de aquella época. Los directores tuvieron que realizar una selección dentro de la gran cantidad de material que encontraron, que según ellos les hubiera permitido realizar tres películas más.